# كارستن هاك
كارستن هاك (بالألمانية: Karsten Huck)‏ هو لاعب فروسية استعراضية ‏ ألماني، ولد في 13 نوفمبر 1945 في Wohltorf ‏ في ألمانيا.

## وصلات خارجية
- كارستن هاك على موقع أوليمبيديا (الإنجليزية)